# Зейц, Густав
Густав Зейц (нем. Gustav Seitz, род. 11 сентября 1906 г. Мангейм — ум. 26 октября 1969 г. Гамбург) — немецкий скульптор и график.

## Жизнь и творчество
Родился в семье строительного рабочего-штукатура. Окончил среднюю школу в 1921 году и в 1922 начинает учиться профессии отца. Начал интересоваться искусством в результате посещений Художественного музея Мангейма. В 1922—1924 годах получает образование в мастерской скульптора Августа Дурси, параллельно изучает рисунок в школе прикладного искусства Мангейма, в 1924—1925 годах учится в Художественной школе Карлсруэ, в 1925—1932 — в Художественном университете Берлина. До 1938 года работает при Прусской академии искусств в Берлине.
В 1940 году Г. Зейц был призван на военную службу, которую отбывал до 1945 года. В 1946—1950 годах он — профессор Берлинского университета, в 1950—1958 годах — член Академии искусств ГДР и руководитель художественной мастерской. В 1949 году скульптор становится лауреатом Национальной премии ГДР III класса за памятник жертвам фашизма в берлинском районе Вайсензее. После получения Зейцем этой премии и академического звания в ГДР скульптор был уволен из западноберлинской Высшей школы искусств, где он преподавал, после чего, в 1950 году, Зейц переселился в восточную часть Берлина. В 1958 он переезжает в Гамбург.
Скульптуры Зейца выполнены в реалистической манере, иногда имеют юмористические черты. Это в первую очередь обнажённая женская натура, портреты (Б. Брехта, Т. и Г. Маннов, Э. Блоха и др.), рельефы. Автор многочисленных рисунков и графических работ.
Работы Густава Зейца неоднократно выставлялись на престижных международных художественных экспозициях — в частности на выставках современного искусства documenta II (1959) и documenta III (1964) в Касселе, на Венецианской биеннале 1968 года и других. Был членом художественной группы «Круг» (Der Kreis).

## Художественные альбомы и публикации
- Eine Granitplastik entsteht. Berlin 1954.
- Skulpturen und Zeichnungen. Dresden 1955.
- Porträtplastik im 20. Jahrhundert. Wiesbaden 1958.
- Bildhauerzeichnungen. Frankfurt am Main 1970.

## Галерея

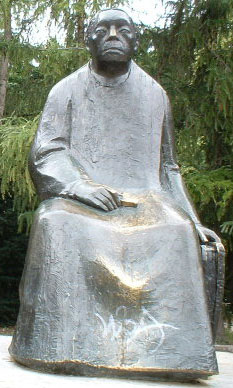
Памятник Кёте Кольвиц в Берлине (1960)
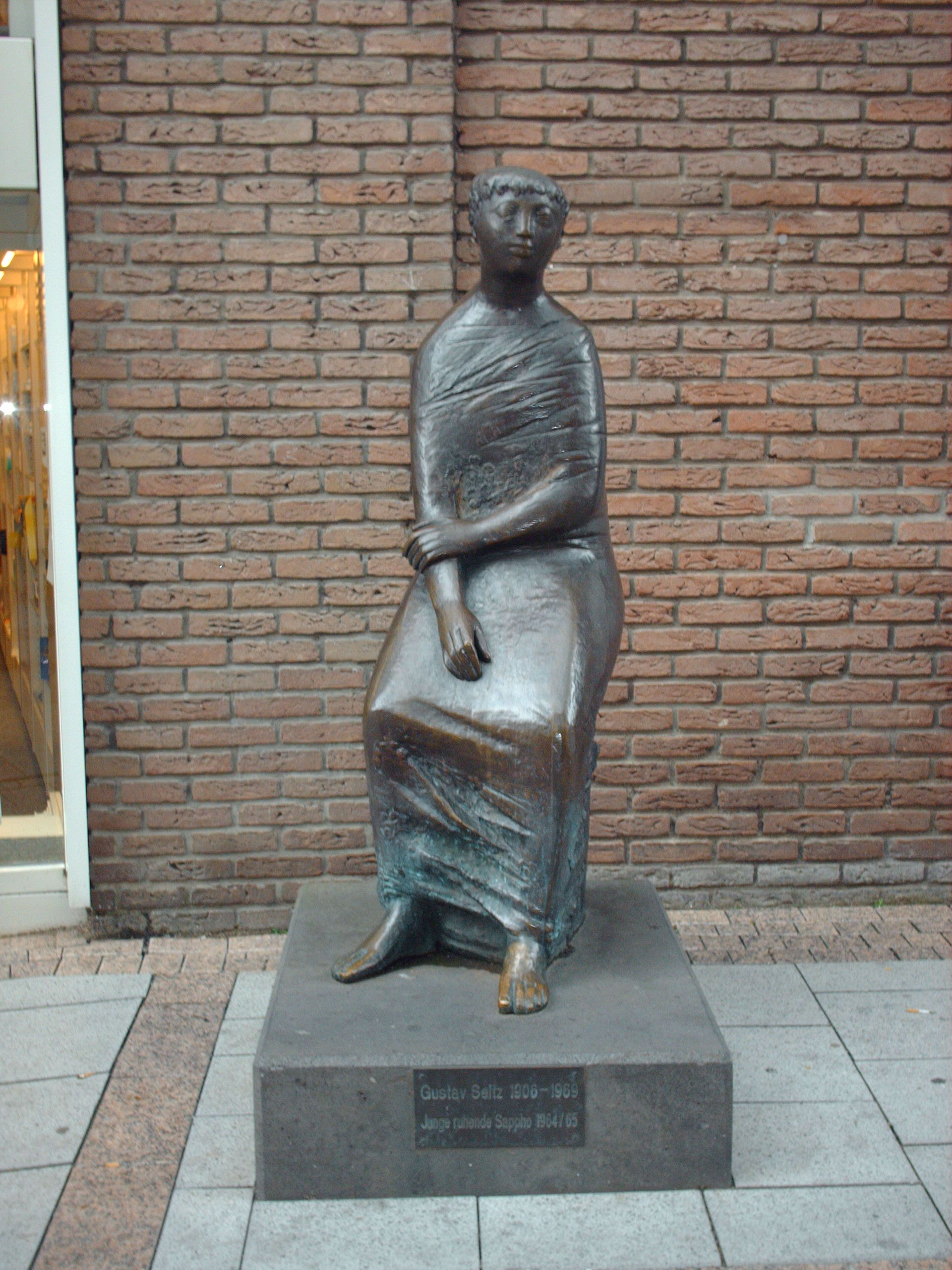
Юная отдыхающая Сафо (1965)
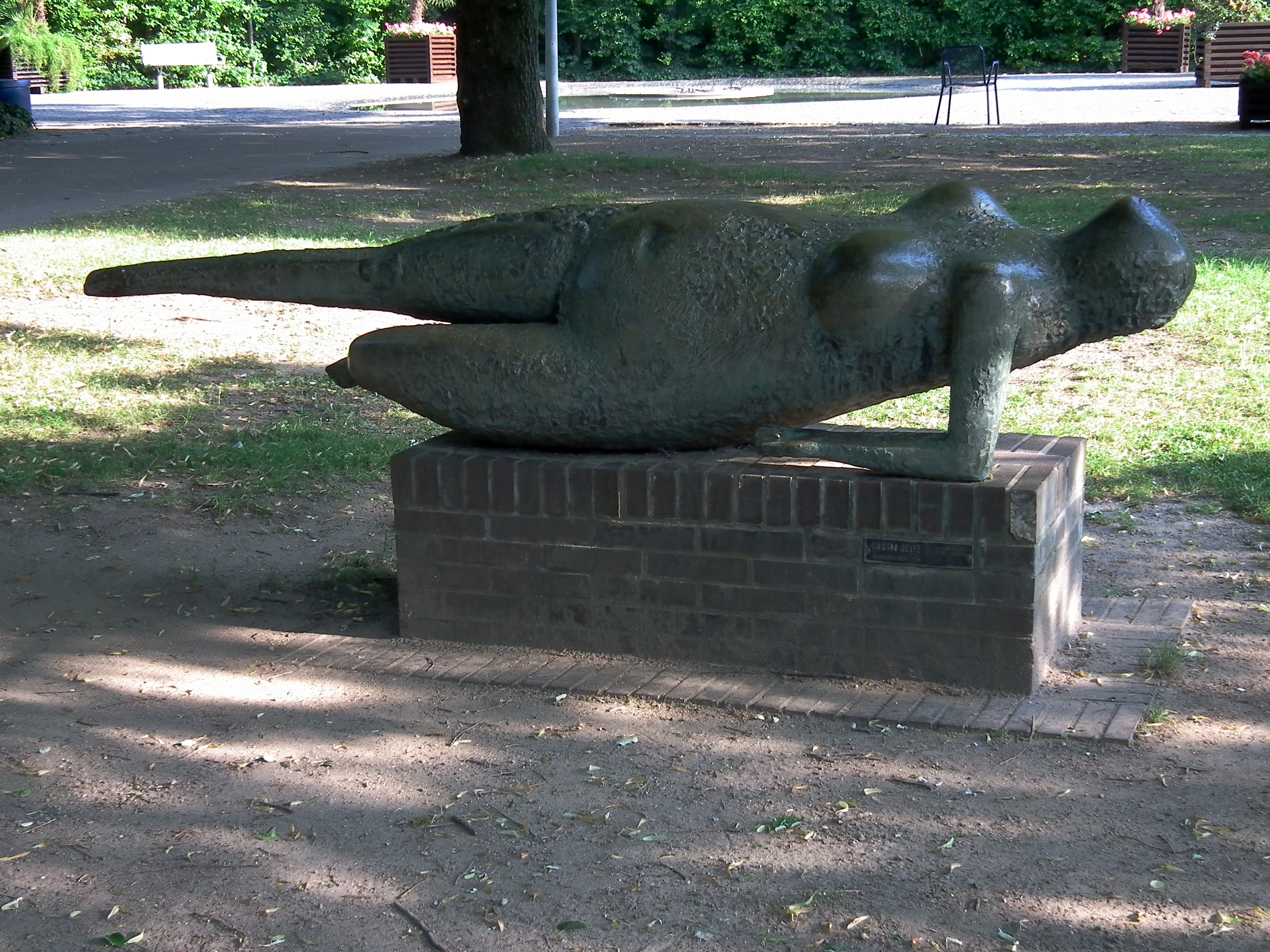
Фленсбургская Венера (1963)
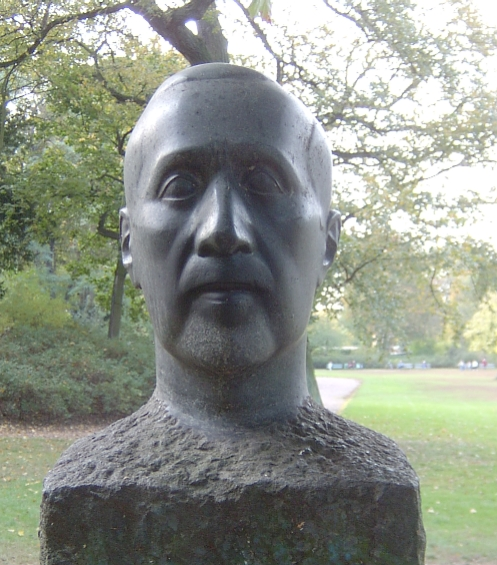
Портрет Генриха Манна